# Coupe de France masculine de volley-ball 2019-2020
Navigation
Coupe de France 2018-2019 Coupe de France 2020-2021
La Coupe de France masculine de volley-ball 2019-2020 est la 37e édition de la Coupe de France, compétition à élimination directe mettant aux prises des clubs de volley-ball affiliés à la Fédération française de volley-ball. La Coupe de France qualifie pour la Coupe de la CEV (2e coupe européenne).

## Format
La Coupe de France masculine de volley-ball est décomposée en deux épreuves : une coupe amateur et une coupe professionnelle.
La coupe de France amateur est composée de cinq tours débouchant sur un final-four se jouant sur un week-end. 
Les participants à la coupe professionnelle sont les quatorze clubs participant à la Ligue A 2019-2020, les quatre équipes demi-finalistes de la coupe de France amateurs 2018-2019, et des clubs volontaires évoluant en Ligue B. 
Un premier tour est organisé entre les six clubs de Ligue B engagés, les quatre demi-finalistes de la coupe amateur et les cinq clubs les moins bien classés de la Ligue A 2018-2019 ainsi que le club promu en Ligua A (Paris Volley).
Les huit vainqueurs de ce premier tour sont rejoints par les huit meilleurs club 2018-2019 de Ligue A qui s'affrontent lors de huitièmes de finale. Ensuite le format est classique : les vainqueurs des huitièmes de finale vont en quarts de finale, dont les vainqueurs vont en demi-finales dont les vainqueurs vont en finale. Les demi-finales et finale se déroulent sur un même week-end, à Toulouse.
Les quatre clubs amateurs sont l'ASUL Lyon VB, l'Amiens Métropole VB, le VC Michelet Halluin et le Stade athlétique spinalien. Les six clubs de Ligue B ayant souhaité s'engager sont Plessis-Robinson VB, l'AS illacaise, le Mende Volley Lozère, le Saint-Nazaire VBA, le Grand Nancy Volley-Ball et le Martigues Volley-Ball.
Le club promu en Ligue A cette année est le Paris Volley, les cinq moins bien classé lors de la saison précédente sont l'AS Cannes VB, l'Arago de Sète, les Spacer's Toulouse, le Narbonne Volley et le Tourcoing LM. Enfin les huit meilleurs clubs de ligue A 2018-2019, qui n'entrent dans la compétition qu'en huitième de finale, sont l'UGS Nantes-Rezé, le Stade poitevin VB, le Chaumont VB52, le Nice VB, le Rennes V35, le Montpellier VUC, le GFC Ajaccio VB et le Tours VB.

## Premier tour
Les rencontres ont lieu les 22 et 23 octobre 2019 et voient deux clubs amateurs, le VC Michelet Halluin et l'ASUL Lyon VB se qualifier pour les huitièmes de finale.
| Date            | Heure | Équipe A                   | Score | Équipe B            |
| --------------- | ----- | -------------------------- | ----- | ------------------- |
| 22 octobre 2019 | 20:00 | VC Michelet Halluin        | 3-1   | Plessis-Robinson VB |
| 23 octobre 2019 | 20:00 | Stade athlétique spinalien | 3-0   | AS illacaise        |
| 22 octobre 2019 | 20:00 | ASUL Lyon VB               | 3-2   | Mende Volley Lozère |
| 22 octobre 2019 | 20:00 | Amiens Métropole VB        | 1-3   | Spacer's Toulouse   |
| 22 octobre 2019 | 20:00 | Paris Volley               | 3-2   | Tourcoing LM        |
| 22 octobre 2019 | 20:00 | Saint-Nazaire VBA          | 2-3   | Narbonne Volley     |
| 22 octobre 2019 | 20:00 | Grand Nancy Volley-Ball    | 0-3   | AS Cannes VB        |
| 22 octobre 2019 | 20:00 | Martigues Volley-Ball      | 1-3   | Arago de Sète       |

## Phase finale

### Huitièmes de finale
Les huitièmes de finales ont lieu les 29 et 30 octobre 2019, et seuls des clubs de Ligue A se qualifient pour les quarts de finale.
| Date            | Heure | Équipe A                   | Score | Équipe B          |
| --------------- | ----- | -------------------------- | ----- | ----------------- |
| 29 octobre 2019 | 20:00 | ASUL Lyon VB               | 1-3   | Montpellier VUC   |
| 29 octobre 2019 | 20:00 | Spacer's Toulouse          | 3-0   | Arago de Sète     |
| 29 octobre 2019 | 20:00 | Stade athlétique spinalien | 0-3   | Tours VB          |
| 29 octobre 2019 | 20:00 | Narbonne Volley            | 3-2   | Nice VB           |
| 29 octobre 2019 | 20:00 | Chaumont VB52              | 3-2   | GFC Ajaccio VB    |
| 29 octobre 2019 | 20:00 | VC Michelet Halluin        | 0-3   | Stade poitevin VB |
| 29 octobre 2019 | 20:30 | UGS Nantes-Rezé            | 3-1   | AS Cannes VB      |
| 30 octobre 2019 | 20:00 | Paris Volley               | 3-2   | Rennes V35        |

### Quarts de finale
| Date            | Heure | Équipe A          | Score | Équipe B          |
| --------------- | ----- | ----------------- | ----- | ----------------- |
| 5 novembre 2019 | 20:00 | Paris Volley      | 3-1   | UGS Nantes-Rezé   |
| 5 novembre 2019 | 20:00 | Narbonne Volley   | 0-3   | Stade poitevin VB |
| 5 novembre 2019 | 20:00 | Tours VB          | 3-0   | Chaumont VB52     |
| 5 novembre 2019 | 20:00 | Spacer's Toulouse | 3-2   | Montpellier VUC   |

### Demi-finales
En raison de l'épidémie de Covid-19, les demi-finales sont reportées du  13 mars au 26 septembre 2020.
| Date              | Heure | Équipe A          | Score | Équipe B          |
| ----------------- | ----- | ----------------- | ----- | ----------------- |
| 26 septembre 2020 | 17:00 | Paris Volley      | 0-3   | Tours VB          |
| 26 septembre 2020 | 20:00 | Spacer's Toulouse | 0-3   | Stade poitevin VB |

### Petite finale
En raison de l'épidémie de Covid-19, la petite finale est reportée du  14 mars au 27 septembre 2020.
| Date              | Heure | Équipe A          | Score   | Équipe B     |
| ----------------- | ----- | ----------------- | ------- | ------------ |
| 27 septembre 2020 | 15:00 | Spacer's Toulouse | annulée | Paris Volley |

### Finale
En raison de l'épidémie de Covid-19, la finale est reportée du  14 mars au 27 septembre 2020.
| Date              | Heure | Équipe A          | Score | Équipe B |
| ----------------- | ----- | ----------------- | ----- | -------- |
| 27 septembre 2020 | 18:00 | Stade poitevin VB | 3-0   | Tours VB |